# Charles Koch
Charles de Ganahl Koch (Wichita, 1 de novembro de 1935) é um empresário estadunidense, atual presidente e diretor executivo da Koch Industries, uma das maiores empresas privadas dos Estados Unidos.
Charles é um dos irmãos, mega empresários, da industria dos Estados Unidos. É presidente de uma das 10 maiores empresas privadas de lá. A Koch Industries é uma holding que atua nos setores de asfalto, commodity, energia, fertilizante, fibras, finanças, gás, mineral, papel, petróleo, plástico e substâncias. Sua atuação a frente da empresa, o fez ser eleito uma das 100 pessoas mais influentes do mundo pela revista Time e 41° pessoa mais poderosa do mundo pela Revista Forbes em 2012. Em março de 2013 a Revista Forbes classificou Charles Koch como a 6° pessoa mais rica do mundo, com 45,3 bilhões de dólares.
Em 2007, foi publicado o livro A Ciência do Sucesso, de Koch. O livro descreve a sua filosofia de gestão, referida como "Gerenciamento Baseado em Mercado". Ele também publicou um livro chamado Good Profit (no português: bons lucros), no final de 2015.
Em 6 de março de 2019 sua fortuna era de US$ 50,5 bilhões,  segundo a forbes. 